# Дестилација
Дестилација је начин раздвајања течне смеше хемијских једињења физичким процесом испаравања а потом кондензовања састојака смеше. Користи се у циљу изоловања или пречишћавања једног или више једињења који се налазе у смеши. Са техничке стране гледишта разликују се две врсте дестилације: проста дестилација (смеша се састоји од само два елемента која треба раздвојити) и фракциона дестилација (када се смеша састоји из више фракција које треба раздвојити).
Да би дестилација била успешна, састав паре мора да се разликује од састава течности. Основни услов је разлика (што је већа то је боље) температура кључања хемијских једињења која су раздвојена. Ипак постоје смеше чији се састојци не могу раздвојити. Чак и када имају разлику у температури кључања састав паре бива једнак саставу смеше. Овакве смеше називамо азеотропским смешама, један од познатијих примера је смеша 96% алкохола и 4% воде. Дестилација када се обавља без обзира који је однос на почетку дестилације завршиће се азеотропском смешом.
Дестилација има широку примену у индустрији, поготову у рафинеријама нафте и другој хемијској индустрији. Супротан процес од дестилације који може да да исти ефекат (раздељивање смеше), је замрзавање смеше.

## Историја
Године 1975, Паоло Ровести (1902–1983), хемичар и фармацеут који је постао познат као „отац фитокозметике”, открио је апарат за дестилацију теракота у долини Инда у западном Пакистану, који датира од око 3000. године п. н. е. Рани докази о употреби дестилације пронађени су на акадским таблицама датираним на период око 1200. године п. н. е., у којима се описују парфимеријске операције. Таблице су пружиле текстуалне доказе да је рани примитивни облик дестилације био познат Вавилонцима древне Месопотамије. Рани докази о дестилацији такође су пронађени у вези са алхемичарима који су радили у Александрији у римском Египту у 1. веку. Дестилована вода се користи бар од 200. године, када је Александар Афродизијски описао тај процес. Рад на дестилацији других течности настављен је у раном византијском Египту под Зосимусом из Панополиса у 3. веку. Дестилација је практикована на древном Индијском потконтиненту, што је видљиво из печених глинених реторти пронађених у Таксили и Чарсади у модерном Пакистану, којe датирају из раних векова нове ере. Ови „Гандарски дестилациони судови” су могли да производе веома слабa алкохолна пића, јер није било ефикасних начина за сакупљање пара на ниској температури. Употреба дестилације у Кини је вероватно започела током династије Источни Хан (1–2. век), а дестилација пића започела је у династијама Ђин (12–13. век) и Јужни Сунг (10–13. век), судећи по археолошкој евиденцији.
Јасни докази о дестилацији алкохола потичу од арапског хемичара Ел Киндија из 9. века у Ираку, кога су описали припадници школе из Салерна у 12. веку. Фракциону дестилацију развио је Тадео Алдероти у 13. веку. Опрема за дестилацију из 12. века је пронађена на археолошком налазишту у Ћинглонгу, у провинцији Хебеј, у Кини. Дестилована пића су била уобичајена за време династије Јуан (13–14. век).
Године 1500, немачки алхемичар Хиеронимус Браншвиг објавио је књигу с насловом Liber de arte destillandi (Књига уметности дестилације), која је била прва књига у потпуности посвећена предмету дестилације. Њој је следила знатно проширена верзија из 1512. године. Године 1651, Џон Френч је објавио књигу Уметност дестилације, први значајни сажети преглед пракси на енглеском, за који се тврди да великим делом произилази из Браншвиговог рада. Ово укључује дијаграме са приказаним особљем у контексту описа индустријске продукције, уместо лабораториске операције.
Док се алхемија развијала у хемију као науку, посуде зване реторте су се користиле за дестилацију. Алембици и реторте су облици стакленог посуђа са дугим вратовима који су окренути према доле да би деловали као ваздушно хлађени кондензатори за кондензацију дестилата, који се пушта да капље према доле ради прикупљања. Касније су изумљени бакарни алембици. Заптивни спојеви су често били чврсто затворени употребом различитих смеша, на пример теста направљеног од раженог брашна. Ови алембици су често имали систем хлађења око кљуна, на пример користећи хладну воду, што је чинило кондензацију алкохола ефикаснијом. Они су називани дестилационим посудама. Данас су реторте и дестилационе посуде у великој мери замењене ефикаснијим дестилационим методама у већини индустријских процеса. Ипак, дестилациона посуда се и даље широко користи за издвајање неких финих алкохола, као што су коњак, шкотски виски, ирски виски, текила и неке водке. Дестилационе посуде направљене од разних материјала (дрво, глина, нерђајући челик) користе кријумчари алкохола у разним земљама. Мали казани се такође продају за употребу у домаћој производњи цветне воде или етеричних уља.
Рани облици дестилације обухватали су шаржне процесе користећи један уређај за испаравање и један за кондензацију. Чистоћа је побољшана даљњом дестилацијом кондензата. Веће количине су прерађене једноставним понављањем дестилације. Хемичари су према неким наводима извели чак 500 до 600 дестилација да би добили чисто једињење.
Почетком 19. века развијене су основе модерних техника, укључујући предгревање и рефлукс. Године 1822, Антони Периер је развио једно од првих континуираних дестилационих постројења, а затим 1826. године, Роберт Стејн је побољшао тај дизајн увођењем колоне за дестилацију. Године 1830, Анеасу Кофеју је одобрен патент за даље побољшање дизајна. Кофејево постројење за континуирану дестилацију се може сматрати архетипом модерних петрохемијских јединица. Француски инжењер Арманд Савал развио је свој парни регулатор око 1846. године. Године 1877, Ернесту Солвеју је одобрен патент у САД за подну колону за дестилацију амонијака, а исте и наредних година дошло је до развоја аналогних колона за дестилацију уља и алкохола.
Са појавом хемијског инжењерства као дисциплине крајем 19. века, примена научних уместо емпиријских метода постала је могућа. Развој нафтне индустрије почетком 20. века дао је подстицај за развој прецизних метода пројектовања, као што су Макаб-Тиелов метод Ернеста Тиела и Фенскова једначина. Доступност моћних рачунара омогућила је и директне рачунарске симулације дестилационих колона.

## Индустријски процес
Примене у индустријској дестилацији великих размера укључују серијску и континуалну фракциону, вакуумску, азеотропну, екстрактивну и парну дестилацију. Најшире коришћене индустријске примене континуиране фракционе дестилације у стабилном стању су у рафинеријама нафте, петрохемијским и хемијским постројењима и постројењима за прераду природног гаса.
За контролу и оптимизацију такве индустријске дестилације, успостављена је стандардизована лабораторијска метода, ASTM D86. Ова метода испитивања се проширује на атмосферску дестилацију нафтних деривата коришћењем јединице за лабораторијску серијску дестилацију да би се квантитативно одредиле карактеристике опсега кључања нафтних деривата.
Индустријска дестилација се обично изводи у великим, вертикалним цилиндричним стубовима познатим као дестилациони торњеви или колоне за дестилацију са пречником од око 0,65 до 16 м и висинама од око 6 до 90 м или више. Када процесна сировина има разнолик састав, као код дестилације сирове нафте, излази течности у интервалима уз колону омогућавају повлачење различитих фракција или производа који имају различите тачке кључања или опсеге кључања. „Најлакши“ производи (они са најнижом тачком кључања) излазе са врха колоне, а „најтежи“ производи (они са највишом тачком кључања) излазе са дна колоне и често се називају подом.
Индустријске колоне користе рефлукс за постизање потпунијег одвајања производа. Рефлукс се односи на део кондензованог вршног течног производа из колоне за дестилацију или фракционисање који се враћа у горњи део торња као што је приказано на шематском дијаграму типичне, велике индустријске дестилационе колоне. Унутар торња, рефлуксна течност која тече наниже обезбеђује хлађење и кондензацију паре која се уздиже, чиме се повећава ефикасност дестилационе колоне. Што је већи рефлукс обезбеђен за дати број теоријских подова, то је боље одвајање материјала са нижим кључањем од материјала са већим кључањем. Алтернативно, што је више рефлукса обезбеђено за дато жељено одвајање, то је мањи број потребних теоретских плоча. Хемијски инжењери морају изабрати која комбинација брзине рефлукса и броја плоча је економски и физички изводљива за производе пречишћене у колони за дестилацију.
Овакви индустријски торњеви за фракционисање се такође користе у криогеном раздвајању ваздуха, производећи течни кисеоник, течни азот и аргон високе чистоће. Дестилација хлоросилана такође омогућава производњу силицијума високе чистоће за употребу као полупроводника.
Дизајн и рад колоне за дестилацију зависи од улазне сировине и жељених производа. За дату једноставну, бинарну компоненту, могу се користити аналитичке методе као што је Макејб–Тилова метода или Фенскеова једначина. За вишекомпонентно напајање, симулациони модели се користе и за пројектовање и за рад. Штавише, ефикасност уређаја за контакт пара-течност (који се називају „плоче“ или „подови“) који се користе у колонама за дестилацију је обично нижа од оне код теоријског 100% ефикасног равнотежног пода. Дакле, торњу за дестилацију је неопходно више подова од броја теоретских фаза равнотеже пара-течност. Различити модели су постављени за процену ефикасности подова.
У модерној индустријској употреби, материјал пуњења се користи у колони уместо подова када је потребан низак пад притиска у колони. Други фактори који фаворизују пуњење су: вакуумски системи, колоне мањег пречника, корозивни системи, системи склони пени, системи који захтевају мало задржавање течности и шаржна дестилација. Супротно томе, фактори који фаворизују подне колоне су: присуство чврстих материја у улазној сировини, велике количине течности, велики пречници колона, сложене колоне, колоне са великим варијацијама састава напојнице, колоне са хемијском реакцијом, апсорпционе колоне, колоне ограничене толеранцијом фондационе тежине, ниска брзина течности, велики однос смањења и они процеси који су подложни процесним напонима.
Материјал пуњења може бити рандомног или насутог паковање (25—76 mm (1—3 in) ширине) као што су Рашигови прстенови или структурирани лим. Течности имају тенденцију да навлаже површину пуњења и паре пролазе преко ове влажне површине, где се одвија пренос масе. За разлику од конвенционалне дестилације у посуди у којој сваки под представља засебну тачку равнотеже пара-течност, крива равнотеже пара-течност у пуњеној колони је континуирана. Међутим, када се моделују пуњене колоне, корисно је израчунати извесни број „теоретских фаза“ да би се означила ефикасност раздвајања пуњене колоне у односу на традиционалније подове. Различито обликована пуњења имају различите површине и празан простор између пуниоца. Оба ова фактора утичу на перформансе пуњења.
Други фактор поред облика и површине пуњења који утиче на перформансе насумичних или структурираних пуњења је дистрибуција течности и паре који улазе у напуњени слој. Број теоретских фаза потребних да се изврши дато одвајање се израчунава коришћењем специфичног односа паре и течности. Ако течност и пара нису равномерно распоређени по доступној површини торња при уласку у набијени слој, однос течности и паре неће бити исправан у напуњеном слоју и неће се постићи потребно одвајање. Сматра се да паковање неадекватно функционише. Висина еквивалентна теоријској плочи (HETP) биће већа од очекиване. Проблем није само пуњење, већ неправилна дистрибуција течности која улази у пуњени слој. Неправилна дистрибуција течности је чешћи проблем него пара. Дизајн дистрибутера течности који се користи за увођење довода и рефлукса у пуњени слој је од кључног значаја за постизање максималне ефикасности паковања. Методе процене ефикасности дистрибутера течности за равномерну дистрибуцију течности која улази у пуњени слој могу се наћи у референцама. Значајан допринос овој области је произвело предузеће Fractionation Research, Inc. (познатије као FRI).

### Мулти-ефектна дестилација
Циљ дестилације са више ефеката је повећање енергетске ефикасности процеса, за употребу у десалинизацији, или у неким случајевима у једној фази у производњи ултра чисте воде. Број ефеката је обрнуто пропорционалан kW·h/m³ рекупериране воде и односи се на запремину рекупериране воде по јединици енергије у поређењу са једноефектном дестилацијом. Један ефекат је отприлике 636 kW·h/m³:
- Вишестепена флеш дестилација може постићи више од 20 ефеката са уносом топлотне енергије, као што је поменуто у чланку.
- Парно компресивно испаравање – Према произвођачима, комерцијалне јединице великих размера могу постићи око 72 ефекта са уносом електричне енергије.

Постоји много других типова мулти-ефектних процеса дестилације, укључујући и онај који се назива једноставном мулти-ефектном дестилацијом (МЕД), у којем се користи више комора, са измењивачима топлоте који се налазе између њих.